# Divina dispensatione (1147)

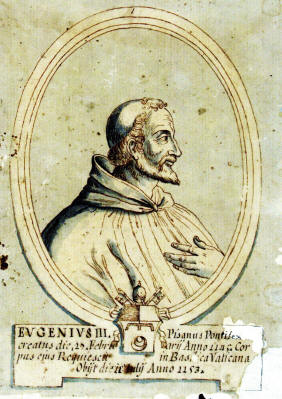
Papież Eugeniusz III

Divina dispensatione – bulla papieża Eugeniusza III z 11 kwietnia 1147, upoważniająca feudałów niemieckich do podjęcia zbrojnej krucjaty przeciwko niechrześcijańskim Słowianom Połabskim, jednocześnie zwalniając ich z obowiązku udziału w II wyprawie krzyżowej.

## Geneza bulli

### Tło
1 grudnia 1145, w odpowiedzi na zdobycie hrabstwa Edessy przez muzułmanów, papież Eugeniusz III promulgował bullę Quantum praedecessores, wzywającą władców katolickiej Europy do zorganizowania II krucjaty do Ziemi Świętej. W odpowiedzi na ten apel, saska szlachta, pragnąć uniknąć udziału w dalekiej wyprawie, a równocześnie rozprawić się z plemionami Połabskimi, zainicjowała krucjatę przeciwko poganom. 13 marca 1147, na posiedzeniu Sejmu Świętego Cesarstwa Rzymskiego, św. Bernard z Clairvaux poparł tę inicjatywę.

### Treść
Ostatecznie, 11 kwietnia 1147, papież wydał bullę nazwaną Divina dispensatione, tym samym oficjalnie zatwierdzając plany wyprawy na pogańskich Słowian. Ów dokument oświadcza, że każda walka prowadzona przeciwko niewiernym zapewnia uczestnikom takie same przywileje duchowe, jak krzyżowcom podążającym do Ziemi Świętej.